# Directions in Music: Live at Massey Hall
Directions in Music: Live at Massey Hall är ett livealbum från 2002 av Michael Brecker, Herbie Hancock och Roy Hargrove. Det spelades in den 25 oktober 2001 i Toronto och har undertiteln Celebrating Miles Davis & John Coltrane.
Albumet tilldelades 2003 en Grammy Award (Best Jazz Instrumental Album, Individual or Group).

## Låtlista
1. The Sorcerer (Herbie Hancock) – 8:53
2. The Poet (Roy Hargrove) – 6:35
3. So What / Impressions (Miles Davis/John Coltrane) – 12:51
4. Misstery (Michael Brecker/Herbie Hancock/Roy Hargrove) – 8:16
5. Naima (John Coltrane) – 7:29
6. Transition (John Coltrane) – 10:26
7. My Ship (Kurt Weill/Ira Gershwin) – 8:40
8. D Trane (Michael Brecker) – 15:09

## Medverkande
- Michael Brecker – tenorsaxofon
- Herbie Hancock – piano
- Roy Hargrove – trumpet, flygelhorn
- John Patitucci – bas
- Brian Blade – trummor